# Новий час (газета)

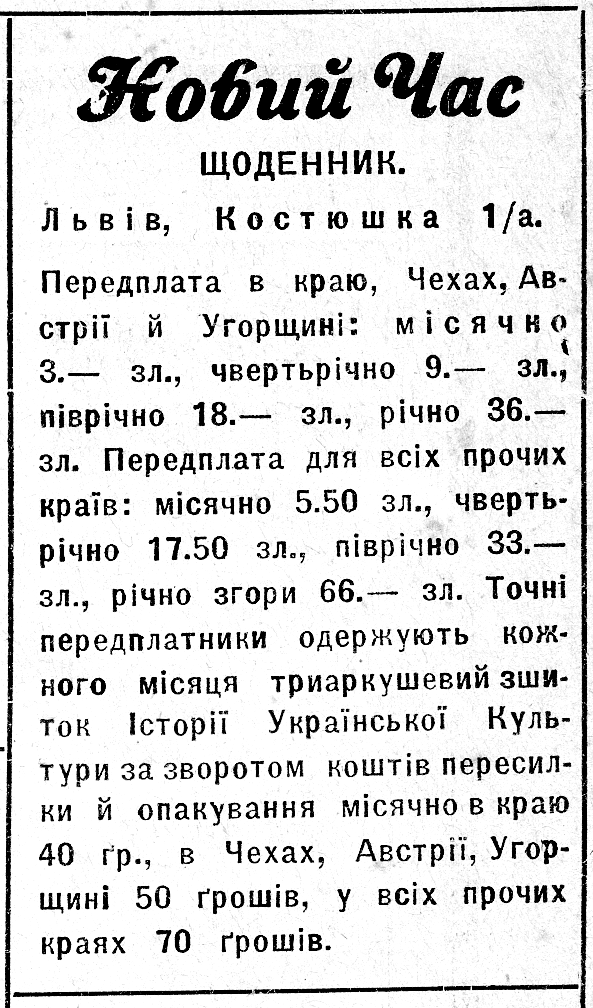
Реклама для газети «Новий Час» 1936 р.

 «Новий час» — український позапартійний часопис, фінансований українською діаспорою США та Канади, який почав виходити 1923 року у Львові за дорученням УВО.
Редактори: Зенон Пеленський, Дмитро Паліїв та інші.
У жовтні 1925 заарештовано головного редактора газети «Новий час», члена ЦК УНДО Дмитра Паліїва.
Від 1926 — власність львівського видавця Івана Тиктора, який на базі «Нового часу» розбудував потужний видавничий концерн «Українська преса».
Співробітниками «Н. ч.» були Мирон Коновалець, Г. Стецюк, Г. Лужницький, Ф. Триндик (В. Гірний) та ін. 1939 колектив «Н. ч.» становив понад 100 осіб. Редакція ставила собі завдання видавати часопис, доступний для всіх. «Н. ч.» мав найбільший наклад серед усіх щоденників Західної України. На його сторінках друкувалися твори художньої літератури, інформації про події у світі, зокрема на етнічних українських територіях, поділених державними кордонами. При «Н. ч.» виходили «Бібліотека „Нового часу“» (30 т., редактор Е. Яворський та ін.), «Альманах „Нового Часу“» (з 1932) та ін. «Н.ч.» влаштовував збори коштів на доброчинну мету. Головні акції: «Святий Миколай — українській дітворі», «На писанку Гуцульщині», на українське шкільництво тощо. Починаючи з 1923, часопис мав постійні рубрики — «Для науки і розваги» (1927), «Дописи» (1926), «Огляд преси» (1931), «Спорт» (1929), «У фільмовому царстві» (1928) та ін. У «Н. ч.» постійно друкувалися бібліографічні огляди української літератури, розвідки М. Возняка, Я. Рудницького, О. Назарука, Т. Скотинського та інших, спомини про Івана Франка, некрологи про державних, політичних та військових діячів.
2 вересня 1939 р. з друку вийшло останнє число Нового часу, коли в роки радянської окупації сім'я Тиктора перебралася до Кракова. На базі концерну Тиктора радянська влада розпочала видавати газету Вільна Україна.
Після відновлення незалежності України в 1991 р. в м.Івано-Франківськ в 1990-тих роках виходив просвітянський однойменний часопис "Новий час" (гол. редактор журналіст Богдан Білецький, заст. головреда поет Василь Ганущак, колумніст публіцист Степан Павчак і ін.),який відіграв певну роль в ідейно- політичному становленні української державності і формуванні суспільної думки тих часів в регіоні;
також  періодик із подібною назвою в 2000-х роках виходить в м.Жидачеві, Львівщина.